# Emre Ünüvar
Emre Ünüvar (Zaandam, 18 maart 2008), is een Nederlands voetballer. Op 31 juli 2023 tekende hij zijn eerste profcontract bij AFC Ajax. Hij is het broertje van Naci Ünüvar.

## Clubcarrière

### Ajax
Ünüvar sloot zich in 2015 aan bij de jeugdopleiding van AFC Ajax. Hij doorliep diverse jeugdelftallen en tekende in juli 2023 zijn eerste professionele contract, geldig tot medio 2026. In 2024 won hij met het Ajax onder 17 team de Future Cup.
Op 10 mei 2024 maakte Ünüvar zijn debuut in het betaald voetbal voor Jong Ajax in een 1–4 nederlaag tegen Jong AZ in de Keuken Kampioen Divisie. Met 16 jaar en 55 dagen is hij de jongste debutant ooit van Jong Ajax 
Op 14 augustus 2024 verlengde Ünüvar zijn contract bij Ajax tot medio 2027.